# Bataille de boules de neige
Bataille de neige, és una pel·lícula de curtmetratge documental muda en blanc i negre francesa del 1897 dirigida i produïda pels germans Lumière. Filmat a Lió, representa una sèrie d'individus involucrats en una baralla de boles de neu en un carrer de la ciutat.

## Argument
La càmera està centrada en un camí fet per un carrer de la ciutat cobert de neu. A banda i banda del camí, diversos homes i dones es troben en una baralla de boles de neu. Un ciclista entra pel camí de la baralla i és colpejat per boles de neu, fent-lo perdre el control de la seva bicicleta i caure a terra. La seva gorra es llança al camí. Un participant masculin del compromís agafa la bicicleta del ciclista i l'aixeca del terra, i el ciclista caigut es posa dempeus i allunya la seva bicicleta del participant. Després de recuperar la possessió de la seva bicicleta, el ciclista torna a pujar-hi i marxa.

## Producció
Bataille de neige fou rodada a Lió, France, amb un cinematògraf, una càmera tot en un, que també serveix com a pel·lícula, projector i desenvolupador. Com amb totes les primeres pel·lícules de Lumière, aquesta pel·lícula es va fer en un format de 35 mm amb una relació d'aspecte d'1,33: 1.

## Estat actual
Donada la seva antiguitat, els drets d'autor d'aquest curtmetratge ja han caducat. Apareix en diverses col·leccions de pel·lícules, com ara The Movies Begin – A Treasury of Early Cinema, 1894–1913. El 2020 el New York Times va fer un article sobre la pel·lícula, escrit per Sam Anderson, després que un restaurador de cinema aficionat rus va publicar una versió netejada i pintada de la pel·lícula a YouTube. El resultat és "sorprenentment modern", va dir Anderson.